# Slimer
Slimer è un fantasma apparso per la prima volta nel film Ghostbusters - Acchiappafantasmi (1984), e successivamente nei suoi sequel Ghostbusters II (1989) e Ghostbusters - Minaccia glaciale (2024). Il nome Slimer raggiunse la popolarità con la serie televisiva animata The Real Ghostbusters, spin-off del film.
Nelle serie animate The Real Ghostbusters ed Extreme Ghostbusters, Slimer diventa un membro ufficiale e mascotte degli Acchiappafantasmi. Peter Venkman racconta ad un giornalista che Slimer li ha aiutati a sconfiggere le versioni fantasma dei protagonisti, che quindi hanno deciso di farlo diventare un membro della loro squadra. Egon Spengler tuttavia ha affermato in un episodio che è rimasto "per ragioni di tipo scientifico". Questa versione del personaggio è apparsa anche nel film d'animazione I nostri eroi alla riscossa (1990).
È anche protagonista di uno spin-off tutto suo (Slimer) e negli Stati Uniti dell'omonima collana a fumetti per ragazzi pubblicata dalla Marvel, disegnata tra gli altri anche dal grande pinball designer Gordon Morison. Tra le caratteristiche più note del personaggio vi sono il fatto che è perennemente affamato e mangia qualunque cosa trovi, anche oggetti come frigoriferi, e la sostanza verde e viscida di cui è fatto il suo corpo, lo slime (in italiano tradotto come melma), che sporca (o inzacchera come si usa dire spesso nel cartone animato) qualsiasi elemento fisico con cui entri in contatto, dagli oggetti utilizzati dai personaggi ai personaggi stessi.
È apparso nel videogioco Ghostbusters: Il videogioco (2009), dove torna ad infestare il Sedgewick Hotel, lo stesso luogo dove gli acchiappafantasmi lo avevano catturato nel primo film.
Slimer appare anche nel reboot Ghostbusters (2016), diretto da Paul Feig.
Il personaggio riappare nuovamente nel videogioco Ghostbusters: Spirits Unleashed (2022).